# Фіделія Філдінг
Фіделія Енн Госкотт Сміт Філдінг (1827—1908), також відома як Dji'ts Bud dnaca («Летючий птах») – корінна американка, що зробила значний внесок у збереження могеґанської мови на межі її вимирання. Філдінг наполягала на збереженні повсякденного використання могеґанської мови в епоху, коли більшість корінних народів Нової Англії дедалі більше вільно володіли англійською. Відомо, що вона була незалежною жінкою, яка добре зналася на племінних традиціях і продовжувала говорити традиційною могеґанською мовою пекут протягом своїх старших років.

## Могеґанська мова
Була дочкою Варфоломія Валентайна Сміта (близько 1811–1843) та Сари А. Ваюг (1804–1868), і внучка Марти Шантуп Ункас (1761–1859). Стала дружиною мораяка Могеґана Вільяма Х. Філдінга (1811–1843), вони мешкали в одному з останніх «будинків племені», житлового будиночка доби резервації. 
Її бабуся по матері Марта Ункас розмовляла з членами сім'ї рідною мовою, а інші могеґани продовжували говорити та розуміти деякі діалекти, але до 1900 р. мало хто вільно говорили, як Фіделія та її сестра. Ставши дорослою, Філдінг вела чотири щоденники цією мовою, які згодом стали життєво важливими джерелами для реконструкції синтаксису могеґанської мови Пеко та споріднених алгонквіанських мов.
Філдінгарозглядали як нану (шановану старшу жінку) і наставницю Гледіс Тантаквіджун, традиційної могеґанки, яка також вивчала антропологію в Університеті Пенсільванії і працювала асистенткою Франка Спека. Перед поверненням додому до Ункасвілля Тантаквіджун проводила польові роботи та сервісні роботи для різних корінних громад та установ. В Ункасвіллі Гледіс та її сім'я заснували індіанський музей "Тантаквіджун", і вона сама стала шанованою старшиною, працюючи над збереженням матеріалів та культури.
Багато сучасних джерел припускають, що антрополог Френк Г. Спек, будучи дитиною, жив із Фіделією Філдінг, але жодних доказів на підтвердження цього немає в жодних племінних записах або усних спогадах. Спек згадував у своїх власних публікаціях та листуванні, що вперше познайомився з Філдінг приблизно в 1900 році, коли він був студентом антропології в Колумбійському університеті. Спек був у розпалі походу до форту Шанток, штат Коннектикут, коли він зустрівся з кількома молодими людьми племені могеґан - Буріллом Тантаквіджуном, Джеромом Роско Скіскексом та Едвіном Фаулером - які познайомили його з Філдінг. Ця зустріч спричинила дружбу на все життя з родиною Тантаквіджун. Спек взяв інтерв’ю у Філдінга, записавши нотатки про мову могеганів, якими він поділився зі своїм професором Джоном Дайнелі Принсом. Зрештою Філдінг дозволила Спеку переглянути її особисті щоденники, в яких вона записувала короткі спостереження за погодою та місцевими подіями, щоб він міг зрозуміти та точно записати письмову версію мови могеґан.
Цей матеріал, який Спек зібрав у Фіделії Філдінг, надихнув чотири публікації лише в 1903 р.: “Залишки наших східно-індіанських племен” у “Американському винахіднику”, вип. 10, стор. 266–268; “Казка про чаклунство Могеґан-Пеко” у Журналі американського фольклору, вип. 16, стор. 104–107; “Останній з могеґанів” у The Papoose Vol. 1, No 4, с. 2–5; та “Могеґанські традиції“ Muhkeahweesug, “маленьких людей” у The Papoose No. 7, стор. 11–14. Спек також був співавтором статті 1904 року з Дж. Дайнелі Прінсом, "Модерні пікоти та їхня мова", в "Американському антрополозі", n. V стор. 193–212.
У 1908 році, після смерті Фіделії Філдінг, її родич Джон Купер передав її щоденники Франку Спеку на зберігання. Пізніше Спек здав їх на зберігання у Фонд / музей американських індіанців Джорджа Густава Хей в Нью-Йорку. Пізніше ці документи були переміщені, як частина колекції Гантінгтона, до Відділу рідкісних та рукописних колекцій Корнелльського університету, де вони зберігаються сьогодні.

## Спадщина та почесті
Фіделія Госкотт Філдінг померла в 1908 році і була похована на старовинних могильниках могеґанів у державному парку Форт Шанток в Монвіллі, штат Коннектикут. Меморіальний маркер був встановлений там, щоб вшанувати її, на церемонії, в якій, за оцінками, було присутньо 1000 людей 24 травня 1936 р.
У 1994 році за її заслуги, запис та збереження мови, її посмертно внесли до Жіночого залу слави штату Коннектикут під категорією Освіта та збереження. Філдінг - одна трьох американських індіанок, яких прийняли до Жіночої зали слави штату Коннектикут. Роками пізніше в Зал Слави була також внесена Гледіс Тантаквіджун, жінка могеґанів, яка пройшла навчання у Філдінга, яка так само наполягала на збереженні традицій.
За життя Філдінг батьки не хотіли користуватися мовою могеґанів чи навчати їх дітей, боячись упереджень або репресій з боку носіїв англійської мови. Зараз лінгвісти з Могеґанського мовного проекту, включаючи родичку Фіделії Філдінг Стефані Філдінг, ретельно працюють з матеріалами, зібраними та заархівованими Філдінг та Спеком, з метою реконструкції та реанімації Могеґан-Пеко як живої мови для нових поколінь.